# NGC 5251
NGC 5251 (другие обозначения — MCG 5-32-44, ZWG 161.90, KUG 1335+276, PGC 48119) — галактика в созвездии Волопас.
Этот объект входит в число перечисленных в оригинальной редакции «Нового общего каталога».